# Gymnothorax prionodon
Espèce
Gymnothorax prionodon est une espèce de poissons de la famille des murènes.

## Description
L'holotype de Gymnothorax prionodon mesure 322 mm.

## Publication originale
- Ogilby, 1895 : Description of a new Australian eel. Proceedings of the Linnean Society of New South Wales, ser. 2, vol. 9, p. 720-721 (texte intégral).